# Wallenberg (Oper)
Wallenberg ist eine Oper in zwei Akten von Erkki-Sven Tüür. Sie handelt von dem schwedischen Diplomaten Raoul Wallenberg und seinem Einsatz zur Rettung ungarischer Juden während des Holocausts. Wallenberg wurde später nach Moskau verschleppt. Das Libretto ist von Lutz Hübner. Die Uraufführung war am 5. Mai 2001 an der Oper Dortmund. 2012 wurde die Oper am Staatstheater Karlsruhe aufgeführt.

## Handlung
Die hier gelistete Handlung folgt der Karlsruher Inszenierung von 2012. Die beiden Akte wurden vom Regisseur in 19 Szenen eingeteilt.

### Erster Akt
- 1. Im Prolog sind Stimmen zu hören die fragen: „Ehren wir einen Lebenden oder einen Toten?“
- 2. Die Konferenz (I). Zeit und Ort ist Schweden 1944. An der Rezeption klatschen Gäste über Wallenberg. Diplomaten vertrauen der Mission Wallenberg, der in die schwedische Botschaft nach Ungarn geschickt wurde.
- 3. Bahnhof (I). Ort ist Ungarn 1944. Wallenberg sieht die menschliche Tragödie um die Deportation der Juden (Arie „Tausend Juden, jeden Tag …“)
- 4. Der Plan (I). Wallenberg entscheidet, dass schwedische Schutzpässe aus Juden Schweden machen sollen.
- 5. Bahnhof (II). Wallenberg rettet mehrere Personen mit falschen Pässen (Arie: „Pass schlägt Gewehr.“)
- 6. Die Geretteten. Eine Gruppe Geretteter zeigt die Zerbrechlichkeit des Lebens mit der Arie „Leben ist mehr als nicht tot sein“, und Wallenberg versteht sie.
- 7. Der Plan (II). Wallenberg singt „Nicht genug. Ich tue nicht genug!“
- 8. Eichmann (I). Wallenberg sieht Adolf Eichmann, der ihn verspottet.
- 9. Bahnhof (III). Eine Frau erhielt keinen schwedischen Schutzpass und gibt Wallenberg ihren Reisepass zurück. Wallenberg wirkt enttäuscht.
- 10. Der Plan (III). Wallenberg gerät in Panik. Eine Dame sagt ihm mehrmals, er solle sich selbst retten.
- 11. Der Todesmarsch. Zeit und Ort sind Ungarn im Januar 1945. Eichmann spottet über Wallenberg. Der Krieg geht zu Ende. Wallenberg will ein neues Leben beginnen, doch russische Soldaten verhaften ihn.[8]

### Zweiter Akt
- 12. Der russische Geheimdienst SMERSCH brachte Wallenberg ins Moskauer Staatsgefängnis. Das offizielle Russland sagt „Wir haben ihn nicht!“
- 13. Die Konferenz II. Mehrere Diplomaten suchen und finden Wallenberg. Sie sagen Wallenberg, dass damit erst der halbe Krieg gewonnen wäre. Dieser bleibt weiterhin im Gulag.
- 14. Gulag (I). Wallenberg wird brutal verhört und erträgt das schwere Leben im Lager (Arie: „Der Schwede ist tot. Der Schwede lebt.“).
- 15. Gulag (II). Wallenberg vergisst im Lager die Zeit und seinen Namen. Er singt „Da ist ein Loch in meinen Kopf.“ In einem Intermezzo werden Wallenbergs Spuren gelöscht.
- 16. Der Kampf. Wallenberg zwei[8] singt „Ich bin dein Held, du wirst mich nicht mehr los.“
- 17. Eichmann (II). Eichmann sieht seiner Hinrichtung entgegen und wird hingerichtet.
- 18. Die Konferenz (III). Wallenberg hofft noch immer. Drei Diplomaten stellen kindliche Fragen. Wallenberg singt die Arie „Wofür?“
- 19. Wallenbergzirkus. Leute feiern das „Kunstereignis Wallenberg“. Ronald Reagan ernennt ihn zum Ehrenbürger der Vereinigten Staaten. Wallenberg zwei singt „Keine Spur eines Zweifels!“ Am Ende erinnert die Stimme einer Frau an die „Toten Leute“.[8]